# Унго (река)
Унго (эвенк. Унг — «отправка») — река в Забайкальском крае, протекает по территории Петровск-Забайкальского района, левый приток Хилка. Длина реки составляет 189 км, водосборная площадь — 2320 км². Средний расход воды — 11,1 м³/с.
Месторасположение устья реки — 268 км по левому берегу Хилка, его высота — 673 метра над уровнем моря.
Притоки: Хасуртай, Хорул, Оська, Мишиха, Кузьмиха, Большакова, Бухина, Исатуй, Бутунгар (Нижний Бутунгар), Кодия, Заргалик, Средний Бутунгар, Верхний Бутунгар.
| Средний расход воды (м³/с) реки Унго по месяцам с 1949 по 1999 гг. (замеры производились на гидрологическом посту в 8,2 км от устья) |